# Emiko Ikeda
Pour les articles homonymes, voir Ikeda (homonymie).
Emiko Ikeda (池田 英美子, Ikeda Emiko) est une skieuse alpine paralympique japonaise. Elle a concouru aux Jeux paralympiques d'hiver de 1988 à Innsbruck, remportant une médaille de bronze pour le compte du Japon.

## Carrière
Emiko Ikeda a représenté le Japon aux Jeux paralympiques d'hiver de 1988 à Innsbruck. Elle a remporté le bronze dans la compétition de slalom géant de la catégorie LW10. Avec un temps de 1min 52 s 32, elle s'est classée troisième, derrière la skieuse suisse Françoise Jacquerod, médaille d'or en 1 min 14 s 65 et l'Américaine Marilyn Hamilton, médaille d'argent en 1 min 39 s 48.

## Palmarès

### Jeux paralympiques
1 médaille:
- 1 bronze (slalom géant LW10 à Innsbruck 1988)